# Elkmont (Alabama)
Elkmont város az USA Alabama államában, Limestone megyében. Lakosainak száma 411 fő (2020. április 1.).

## Népesség
A település népességének változása:

| 2010 | 434 |
| 2020 | 411 |